# NGC 3601
NGC 3601 est une galaxie spirale intermédiaire relativement éloignée, vue de face et située dans la constellation du Lion. NGC 3601 a été découverte par l'astronome allemand Albert Marth en 1865.

## Caractéristiques
La classe de luminosité de NGC 3601 est I-II.

### Distance
Sa vitesse par rapport au fond diffus cosmologique est de 8 475 ± 26 km/s, ce qui correspond à une distance de Hubble de 125,0 ± 8,8 Mpc (∼408 millions d'al).

### Classification
On ne s'entend pas sur la classification de cette galaxie spirale. Deux des sources consultées la classe comme une spirale barrée,, une comme une spirale ordinaire et enfin la dernière comme une spirale intermédiaire. Sur l'image obtenue des données de l'étude SDSS, on voit à peine la présence d'une barre centrale. NGC 3601 pourrait donc être une spirale intermédiaire comme le soutient le professeur Seligman ou encore une spirale ordinaire.